# استول‌ویک
استول‌ویک (به هلندی: Stolwijk) یک منطقهٔ مسکونی در هلند است که در کریمپنروارد واقع شده‌است. استول‌ویک ۵٬۰۰۰ نفر جمعیت دارد.
نام آن به معنی «روستای کلوخ» است که احتمالاً به نوع زمین آن اشاره دارد.